# Djibril Diop
Djibril Diop, né le 6 janvier 1999 à Thiès (Sénégal) est un footballeur international sénégalais évoluant dans le club du Yverdon-Sport. Il joue au poste de défenseur central.

## Biographie

### En club
Djibril Diop est formé et débute le football professionnel à l'AS Génération Foot.
Le 17 août 2021, il s'engage pour deux saisons au HUS Agadir. Le 29 septembre 2021, il dispute son premier match face à la RS Berkane (match nul, 0-0). Le 25 novembre 2021, il marque son premier but au Maroc à l'occasion d'un match de championnat face à l'Olympique de Khouribga (défaite, 1-2). Il termine sa première saison à la douzième place du championnat marocain.
Le 12 septembre 2024, il signe un contrat de trois ans dans un club de Super League en Suisse, le Yverdon-Sport.
Le 22 mai 2025, il connaît avec Yverdon Sport la relégation de Super League en Challenge League, deux ans après avoir fêté le titre de champion et retrouvé l’élite.

### En sélection
Le 28 juillet 2019, il reçoit sa première sélection avec l'équipe du Sénégal sous les ordres d'Aliou Cissé face au Liberia à l'occasion des éliminatoires du CHAN 2020 (défaite, 1-0).

## Palmarès
AS Génération Foot
- Championnat du Sénégal (1) :
  - Champion : 2018-19.
  - Vice-champion : 2017-18.